# 共产党人 (苏联)
《共产党人》（俄语：Коммунист），1952年前名为《布尔什维克》（俄语：Большевик）是一份苏联刊物，创刊于1924年。创刊人为尼古拉·布哈林、格奥尔基·皮达可夫和叶夫根尼娅·博施。《共产党人》是苏联共产党中央委员会的理論和政治机关刊物。

## 主编
- 尼古拉·布哈林 (1924–1929)
- 威廉·柯诺宁 (1930–1934)
- 阿列克谢·斯捷茨基 (1934–1938)
- 康斯坦丁·斯捷潘诺维奇·库扎科夫 (1940–1945)
- 彼得·费多谢耶夫 (1945–1949)
- 谢尔盖·阿巴林（俄语：Абалин, Сергей Михайлович） (1949–1952)
- 德米特里·切斯诺科夫（英语：Dmitry Chesnokov (politician)） (1952–1953)
- 阿列克谢·鲁缅采夫（英语：Aleksei Rumyantsev） (1954–1958)
- 费奥多尔·康斯坦丁诺夫 (1958–1962)
- 瓦西里·斯捷潘诺夫（俄语：Степанов, Василий Павлович） (1962–1965)
- 阿纳托利·叶戈罗夫（俄语：Егоров, Анатолий Григорьевич） (1965–1974)
- 维克托·阿法纳西耶夫（英语：Viktor Afanasyev (politician)） (1974–1976)
- 理查德·科索拉波夫 (1976–1986)
- 伊万·弗罗洛夫 (1986–1987)
- Nail Bikkenin（俄语） (1987–1991)